# キリング・タウン
『キリング・タウン』（The Boys Club）は、1996年製作のカナダ映画。

## ストーリー
カナダのある田舎町に住む３人の少年たちは、ある日森の奥で怪我を負っている男を発見。ルークと名乗ったその男は捜査官であり、汚職警官に追われて殺されかけたので森に逃げてきたと語った。少年たちは彼の傷が癒えるまで、自分たちの秘密基地に匿うことにしたのだが・・・

## キャスト
- ルーク・クーパー：クリス・ペン
- エリック：デヴォン・サワ
- カイル：ドミニク・ザンプローナ
- ブラッド：スチュアート・ストーン
- メーガン：エイミー・スチュワート
- カイルの父：ニコラス・キャンベル
- ジェイク：ジャレッド・ブランチャード
- サイモン：マックス・ビアシグ
- コール：ジュリアン・リッチングス
- ブラッドの母：アラナ・シールズ
- ボビー：ショーン・ディック
- 酒屋の責任者：ビフ・ネイキッド